# Илова
Илова (пол. Iłowa, нем. Halbau) — город в Польше, входит в Любушское воеводство, Жаганьский повят. Имеет статус городско-сельской гмины. Занимает площадь 9,11 км². Население 4004 человека (на 2004 год).